# Giles Farnaby
Giles Farnaby (Truro, 1563 – Londra, 25 novembre 1640) è stato un compositore inglese.

## Biografia
Nato forse a Truro in Cornovaglia, forse vicino a Londra, era figlio di un notabile della città di Londra, molto probabilmente parente di Thomas Farnaby (c. 1575–1647) e sicuramente cugino di Nicholas Farnaby (c. 1560–1630), che gli ha insegnato la musica. Attirato dal mestiere del cugino (costruttore di tastiere), Farnaby compose la maggior parte dei suoi brani proprio per tastiera. Si sposò con Katherine Roane il 25 maggio 1587, con la quale, nel 1591 ebbe la prima figlia di cinque, Philadelphia. Il 7 luglio 1592 ottenne la laurea presso l'Università di Oxford, lo stesso esatto giorno (e luogo) in cui si laureò anche un altro grande compositore: John Bull. In seguito fu insegnante di musica presso la famiglia di Sir Nicholas Saunderson a Fillingham. Nel 1614 fece di nuovo ritorno a Londra, dove si spense nel 1640, all'età di 77 anni.

## Opere
Delle molte composizioni scritte nel corso della sua vita solamente 52 brani ci sono rimasti, 51 dei quali sono contenuti nel Fitzwilliam Virginal Book, in cui sono compresi anche 4 brani scritti dal figlio Richard (1594 - 1623). Tutti questi brani sono per virginale (o comunque tastiera); scrisse pur tuttavia anche madrigali, canzoni e musica sacra.